# Demonlover
Demonlover és una pel·lícula de thriller neo-noir francesa del 2002 escrita i dirigida per Olivier Assayas, i protagonitzada per Connie Nielsen, Charles Berling, Chloë Sevigny i Gina Gershon. La trama se centra en l'entrellat entre diverses corporacions que lluiten pel control financer d'una companyia interactiva hentai en 3-D, donant lloc a una lluita de poder que culmina amb violència i espionatge.

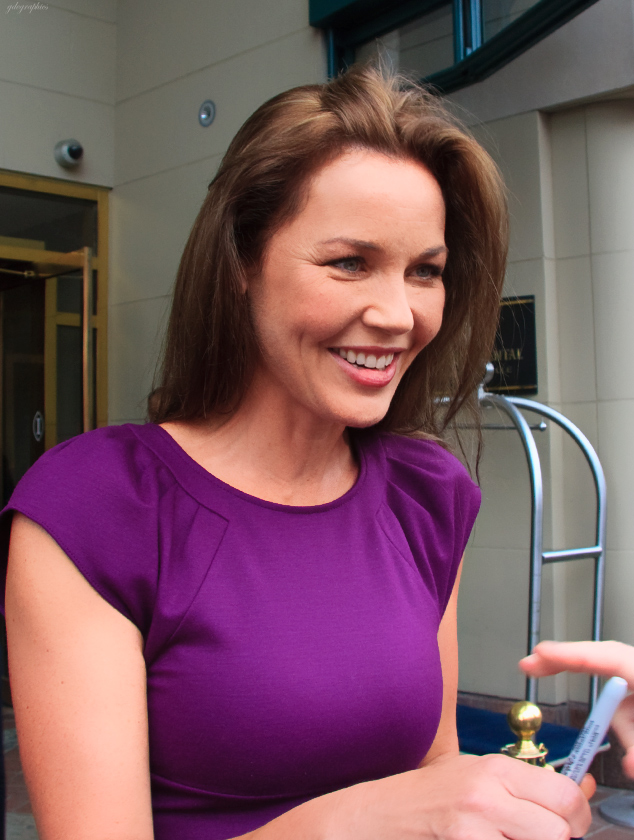
Connie Nielsen és Diane

Compta amb una partitura musical de Sonic Youth. Es va estrenar al 55è Festival Internacional de Cinema de Canes, tot i que es va estrenar més àmpliament uns mesos més tard.

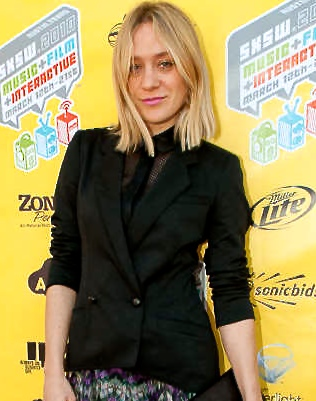
Chloe Sevigny és Elise

La pel·lícula conté diversos temes, incloent la dessensibilització a la violència i la naturalesa problemàtica de la globalització. La pel·lícula va ser distribuïda als Estats Units per Palm Pictures, que la va estrenar en cinemes en la seva versió original sense classificació. Palm Pictures el va llançar en DVD l'any 2004 en versió del director amb classificació R i sense classificació.

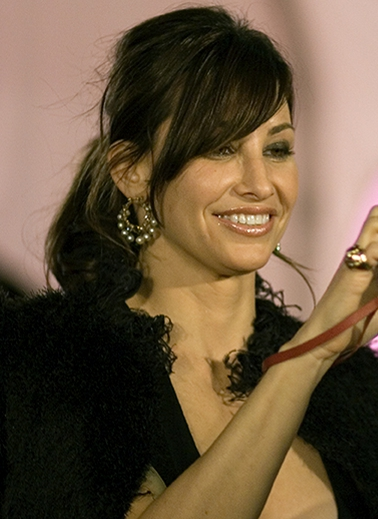
Gina Gershon és Elaine

La pel·lícula és principalment en francès, amb algunes escenes en anglès i japonès. És considerat un exemple del Nou extremisme francès per alguns periodistes. En els darrers anys, la pel·lícula ha guanyat un seguiment de culte.

## Argument
Diane de Monx és una executiva que intenta negociar un acord per adquirir els drets de les produccions d'un estudi anime japonès, que aviat inclourà hentai tridimensional, per a la Volf Corporation amb seu a França. Per facilitar l'adquisició, elimina la seva superior, Karen, i assumeix el control de la seva cartera, el seu soci comercial Hervé i la seva ajudant Elise. Elise, però, menysprea la Diane i treballa per frustrar les seves negociacions a cada oportunitat. La Diane i l'Hervé viatgen a Tòquio per tancar l'acord, i gaudeixen d'un coqueteig sexual.
Després d'haver adquirit els drets, la Volf Corporation intenta arribar a un acord de distribució amb una empresa d'Internet americana anomenada Demonlover, representada per Elaine Si Gibril. La Diane, però, ha estat una espia durant tot el temps per a la principal competència de Demonlover, Mangatronics, trobant-se de vegades amb un misteriós gestor per transmetre informació sobre l'acord de Demonlover. Mentrestant, la Diane descobreix que l'empresa d'Elaine és la portada d'un lloc web anomenat Hellfire Club, un lloc de tortura interactiu a la dark web que emet sadomasoquisme extrem en temps real. Quan s'enfronta a aquests càrrecs, Demonlover lloa Hellfire Club però afirma que no tenen cap vincle.
Per tal de segellar l'acord de Mangatronics, la Diane és enviada pel seu gestor per robar dades de l'ordinador de l'habitació de l'hotel de l'Elaine. Abans que la Diane pugui descarregar la informació, l'Elaine entra a l'habitació de l'hotel i nota la presència de la Diane. Es produeix una lluita violenta i la Diane talla la gola a l'Elaine amb un tros de vidre trencat abans d'ofegar-la amb un coixí en un armari de subministraments fora de l'habitació. Elaine recupera breument la consciència i colpeja Diane, abans de morir a causa de la pèrdua de sang. Quan la Diane es desperta, és a l'habitació de l'hotel de l'Elaine i tot està completament netejat. No hi ha proves d'assassinat, robatori o lluita.
Posteriorment, Diane es troba amb l'Elise, a qui condueix a casa durant una tempesta de pluja. En la conversa, l'Elise implica que la Diane hauria de tenir por per la seva vida abans d'exigir que la deixin al costat del carrer. Tornant sola a les oficines de Volf, Diane aconsegueix iniciar sessió al lloc web del Hellfire Club, que mostra imatges inquietants i imatges de dones torturades sexualment. La Karen arriba a l'oficina i també li dona a la Diane un avís ominós, confirmant que Demonlover sí que posseeix i opera el lloc web del Hellfire Club. La Karen deixa enrere una cinta de càmera de vídeo perquè la vegi Diane, que mostra a l'Elise i a diversos homes netejant l'escena del crim de l'assassinat d'Elaine, a més de portar Diane inconscient a la seva habitació. La Diane descobreix que l'Elise és, de fet, una espia de Demonlover, que treballa amb Hervé, que també és un soci encobert.
L'Elise utilitza l'assassinat d'Elaine per part de la Diane com a xantatge contra ella, obligant la Diane a acceptar i formar part del Club Hellfire. Escolta la Diane a una mansió del país, on la droga. A través de flashback, es revela que la Diane també va assassinar a Hervé mentre tenia relacions sexuals. Un temps després, la Diane i l'Elise són transportades en helicòpter a un lloc del desert, on la Diane torna a perdre el coneixement. Quan es desperta, es troba en una habitació com un calabós, sobre un matalàs, vestida amb un vestit de vinil i amb una perruca. Al costat del matalàs hi ha imatges de Diana Rigg com a Mrs. Peel a The Avengers. La Diane intenta escapar i gairebé té èxit. No obstant això, en conduir la seva escapada es veu involucrada en un accident de cotxe. La fugida fracassa.
Un temps després, als Estats Units, un adolescent entra al Hellfire Club amb la targeta de crèdit del seu pare. A continuació, completa una fantasia detallada del que li agradaria que li fes a la dona de la pantalla, que resulta ser Diane, lligada i amb un vestit de bondage. El nen deixa que la seva fantasia es reprodueixi en segon pla mentre completa els seus deures de ciències, mentre la Diane mira impotent la càmera des de la seva habitació.

## Repartiment
- Connie Nielsen com a Diane de Monx
- Charles Berling com a Hervé Le Millinec
- Chloë Sevigny com a Elise Lipsky
- Dominique Reymond com a Karen
- Jean-Baptiste Malartre com Henri-Pierre Volf
- Gina Gershon com Elaine Si Gibril
- Edwin Gerard com Edward Gomez
- Thomas M. Pollard com a advocat nord-americà
- Abi Sakamoto com a Kaori, el traductor
- Naoko Yamazaki com a Eiko
- Nao Omori com a Shoji (com a Nao Ohmori)
- Jean-Pierre Gos com Verkamp: contacte de Diane
- Julie Brochen com a Gina, amiga de Diane
- Randall Holden com a Ray
- Alexandre Lachaux com a Erwan—Broker número 1

## Anàlisi
Un dels temes de la pel·lícula és la dessensibilització a la imatgeria violenta o inquietant, tant real com simulada, en l'espectador modern. L'escriptora Rosanna Maule descriu la pel·lícula com a preocupada per la sobresaturació de la cultura dels mitjans digitals i la globalització, i els papers que tenen en la "formació de l'econòmic, ideològic i social". A la seva estrena al Festival de Canes, Demonlover va destacar per la naturalesa desintegrada del seu acte final, que ha estat descrit pel crític Jonathan Romney com "caure en un aparent lapsus". d'incoherència." Romney caracteritza la pel·lícula com una realitzada en "mode catastròfic", explorant una "societat d'espectacle" post-capitalista ("societat de l'espectacle"), "creix a partir d'una contaminació generalitzada i un format de la realitat que no deixa cap mitjà aparent d'escapament". El crític Thierry Jousse també va escriure que aquesta qualitat de la pel·lícula mostra "el vertigen de la igualtat... una terra de ningú de canvis en el temps, de projeccions difuses, d'imatges mentals, de perspectives complicades, d'espais desconnectats de buits fantasmals."

## Producció

### Desenvolupament
L'escriptor i director Olivier Assayas es va inspirar per fer la pel·lícula basada en els escrits i pel·lícules experimentals de Guy Debord, que denunciava els efectes nocius dels mitjans de comunicació en les relacions socials i interpersonals.

### Repartiment
Connie Nielsen va acceptar el paper de Diane després de llegir el guió i va comentar: "Vaig sentir alguna cosa sobre Diane des del moment en què vaig llegir el guió. Està remoguda i està molt sola. Crec que reflecteix la solitud general que la gent se sent en un entorn descoratjador". En aquell moment, Nielsen havia completat recentment el drama històric de gran pressupost Gladiator (2000), però va quedar prou impressionada pel guió i va acceptar protagonitzar-la: "Sempre he fet pel·lícules grans i petites. Sempre que sento alguna cosa al cor quan la llegeixo, realment no m'importa."
Chloë Sevigny va acceptar protagonitzar la pel·lícula ja que era una admiradora de la pel·lícula d'Assayas Irma Vep: "Només volia treballar amb un cineasta que em semblava fascinant, que feia un treball intrigant. Em vaig trobar amb ell a París i llegir el guió i signar." Sevigny havia rebut prèviament el paper de Vivian Kensington (un paper que finalment va ser per a Selma Blair) a la pel·lícula de comèdia Una rossa molt legal (2001), però va optar per protagonitzar en comptes Demonlover. Sevigny va haver d'aprendre a parlar francès pel seu paper d'Elise, una estatunidenca que parla tant francès com anglès, i va aprendre la fonètica i els enunciats tot i no entendre l'idioma.
Assayas va declarar que inicialment no tenia la intenció de llançar cap actriu estatunidenca o de parla anglesa a la pel·lícula, tot i que tant Sevigny com Gershon, ambdues estatunidenques, van ser finalment escollides per a papers importants. "Sempre he estat un fan del cinema de Hollywood", va comentar Assayas, "incloses les pel·lícules convencionals que molta gent menysprea. Els personatges de vegades són simplistes, però sovint hi ha elements dramàtics forts que admiro. El que em va fer gràcia en escriure Demonlover'  era que estava intentant incloure alguns d'aquests aspectes del cinema americà."

### Rodatge
La fotografia principal de 'Demonlover va tenir lloc a la tardor del 2001, principalment a París i a Tòquio, amb un pressupost d'aproximadament 8 milions de dòlars. Es va realitzar un rodatge addicional a Mèxic.

### Banda sonora
L'àlbum de la banda sonora de la pel·lícula inclou vuit cançons de la banda Sonic Youth, així com cançons de Goldfrapp, Death in Vegas, Dub Squad, Soulfly, Thee Silver Mt. Zion, i Darkthrone. Fou llançat el 2002. La banda sonor va rebre el premi a la miLlor banda sonora al XXXV Festival Internacional de Cinema Fantàstic de Catalunya, on. també va rebre el Premi de la Crítica José Luis Guarner.
| Núm. | Títol                     | Artista        | Durada |
| ---- | ------------------------- | -------------- | ------ |
| 1.   | «Move Away»               | Sonic Youth    | 4:38   |
| 2.   | «Control Freak»           | Sonic Youth    | 3:32   |
| 3.   | «Safe In Hell»            | Sonic Youth    | 4:07   |
| 4.   | «Electric Noisefield»     | Sonic Youth    | 4:15   |
| 5.   | «Slambient Desire»        | Sonic Youth    | 1:50   |
| 6.   | «Melodikim»               | Sonic Youth    | 3:01   |
| 7.   | «Teknikal Illprovisation» | Sonic Youth    | 7:49   |
| 8.   | «Superdead»               | Sonic Youth    | 8:34   |
| 9.   | «Lovely Head»             | Goldfrapp      | 3:47   |
| 10.  | «Dirge»                   | Death in Vegas | 5:43   |
| 11.  | «Hedgehoppers»            | Dub Squad      | 2:29   |
| 12.  | «Back to the Primitive»   | Soulfly        | 4:21   |

## Estrena
Demonlover fou estrenada al Festival Internacional de Cinema de Canes de 2002. Posteriorment es va estrenar en cinemes a França el 6 de novembre de 2002, i als Estats Units el 19 de setembre de 2003 per Palm Pictures, estrenada a Los Angeles en la seva sense classificació original. Es va projectar a Boston la setmana següent, el 26 de setembre de 2003. La pel·lícula va recaptar internacionalment $462,976.

### Resposta crítica
Les crítiques foren mixtes. Rotten Tomatoes informa d'una puntuació d'aprovació del 53% basada en 85 ressenyes, amb una mitja ponderada de 5,7/10. El consens del lloc descriu la pel·lícula com "Un embolic elegant però complicat sense personatges simpàtics". Metacritic gatorga a la pel·lícula una puntuació de 64 sobre 100 basada en 28 crítics, indicant "crítiques generalment favorables".
Roger Ebert del Chicago Sun-Times va donar una ressenya mixta de la pel·lícula, resumint: "Hi ha un gir irònic, però la pel·lícula no l'havia pagat i no ho mereix...Ningú sembla qüestionar el fet que tots juguen per guanyar diners torturant la gent. Tot és només negoci. Com a metàfora de certes tendències del comerç modern, això pot ser que es pretén, però d'alguna manera no ho crec. Crec que Demonlover està tan enamorat de les seves imatges i de la seva trama enganyosa que s'oblida de pensar en les implicacions." Escrivint per Los Angeles Times, Manohla Dargis va elogiar la pel·lícula com "preciosa, exasperant [i] irresistible", elogiant el "guió intrincadament traçat" de la pel·lícula, que va descriure com una barreja de Drama de la restauració, pulp i ficció especulativa a una "velocitat vertiginosa".
Owen Gleiberman, d' Entertainment Weekly, va escriure sobre la pel·lícula: "Durant una hora més o menys, Demonlover és una telenovel·la sorprenentment tortuosa de la decadència executiva. Quan apareix Gina Gershon, interpretant una empresària estatunidenca que pot o no estar enllaçada a un lloc web que inclou tortures sexuals prohibides, la seva lubricitat hostil només engrossa l'atmosfera de desig tallat... La pel·lícula es transforma en un "somni", d'acord, però confesso que tot el que jo volia fer era despertar-ne i tornar a la intriga relliscosa de la depravació corporativa."
Michael Wilmington del Chicago Tribune va donar a la pel·lícula una crítica favorable i va elogiar els seus temes, assenyalant: "La pel·lícula es gaudeix millor des d'una perspectiva separada, una que us permet escollir ironies polítiques i cinematogràfiques entre les convencions dels thrillers estilitzats. A diferència de gairebé tots els altres thrillers sexy moderns, especialment els èxits de taquilla més recents d'estudis, aquest et dona molt a pensar."
En una revisió retrospectiva del 2021, J. Hoberman de The New York Times va escriure: "La pel·lícula va semblar molesta a molts quan es va estrenar a Canes el 2002. Gairebé dues dècades després, la seva pirotècnia Everything-is-Now ha envellit bé, tot i que és difícil ignorar els telèfons abatibles."

### Mitjans domèstics
Palm Pictures va llançar la pel·lícula en DVD a Amèrica del Nord el 16 de març de 2004, primer en una versió truncada de 115 minuts amb classificació R, que elimina part de la sexualitat explícita, així com la pixel·lant algunes de les imatges hentai que es mostren a la pel·lícula Palm Pictures va publicar posteriorment un DVD de versió de director sense classificació de dos discos el 14 de setembre de 2004, que dura 117 minuts. Aquesta versió sense classificació es va publicar al DVD de la Regió 4 amb una classificació R18+ i més tard es va emetre a la televisió australiana amb la qualificació equivalent AV15+ . Com a característica addicional a l'edició de dos discos, es pot introduir un codi secret (que es troba al text imprès al mateix DVD) per accedir a les imatges no editades del Hellfire Club.
Arrow Films va llançar una edició especial Blu-ray restaurada amb 2K de la pel·lícula el 2019 a través de la seva línia Arrow Academy, disponible al Regne Unit. El desembre de 2020, Janus Films va anunciar que projectava una impressió recentment restaurada de la pel·lícula el febrer de 2021, a l'espera d'un llançament en DVD i Blu-ray a través de la Criterion Collection.Aquesta impressió recentment restaurada es va posar a disposició per a reproducció en línia a través de Film at Lincoln Center el febrer de 2021.